# Роскомнадзор

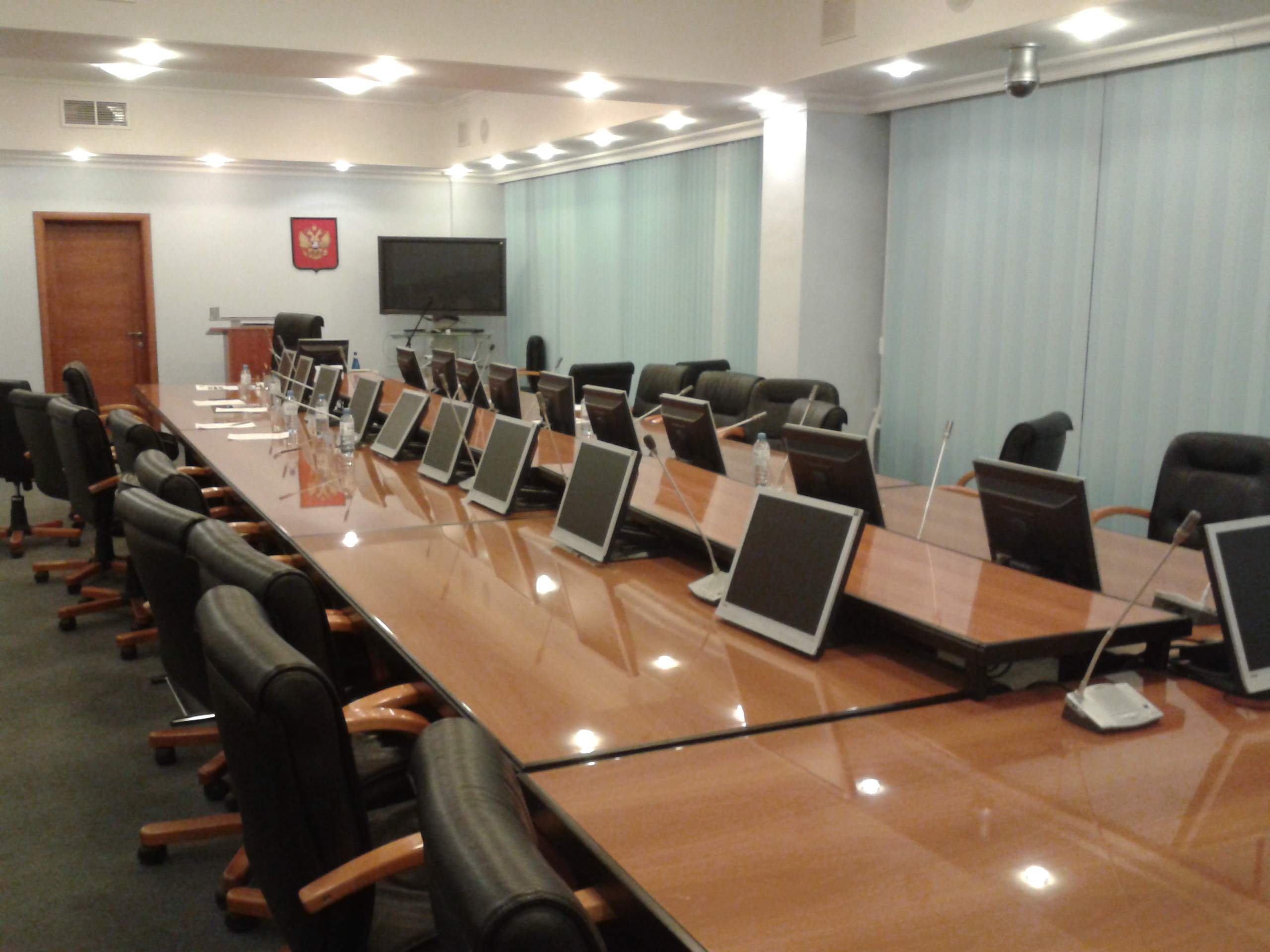
Зал заседаний

Федеральная служба по надзору в сфере связи, информационных технологий и массовых коммуникаций (Роскомнадзор, сокращённо РКН) — российский федеральный орган исполнительной власти, занимающийся регулированием связи, информационных технологий и СМИ. Роскомнадзор также регулирует защиту персональных данных и работу радиочастотной службы.
Служба подведомственна Минцифры России. Создана в декабре 2008 года указом Президента России Дмитрия Медведева.
С 8 июля 2022 года, как «дезинформационная организация», находится под санкциями Европейского союза и ряда других стран.

## История
12 мая 2008 года Федеральная служба по надзору в сфере массовых коммуникаций, связи и охраны культурного наследия (Россвязьохранкультура) указом президента России была разделена на два органа: Федеральную службу по надзору в сфере связи и массовых коммуникаций (Россвязькомнадзор), оставшуюся в ведении реорганизованного Минкомсвязи, и Федеральную службу по надзору за соблюдением законодательства в области охраны культурного наследия (Росохранкультура), перешедшую к Министерству культуры.
3 декабря 2008 года Россвязькомнадзор был преобразован в текущую организацию, Федеральную службу по надзору в сфере связи, информационных технологий и массовых коммуникаций (Роскомнадзор).

## Структура
Роскомнадзор имеет следующую структуру:
- Липов Андрей Юрьевич — руководитель Роскомнадзора
  - Логунов Владимир Викторович — заместитель руководителя
    - Финансово-административное управление
    - Управление организационного развития и информационных технологий

  - Субботин Вадим Алексеевич — заместитель руководителя
    - Управление разрешительной работы, контроля и надзора в сфере массовых коммуникаций
    - Управление контроля и надзора в сфере электронных коммуникаций

  - Терляков Олег Александрович — заместитель руководителя
    - Управление разрешительной работы в сфере связи
    - Управление контроля и надзора в сфере связи

  - Вагнер Милош Эдуардович
    - Управление по защите прав субъектов персональных данных
    - Управление правового обеспечения, международного и общего взаимодействия

### Руководство

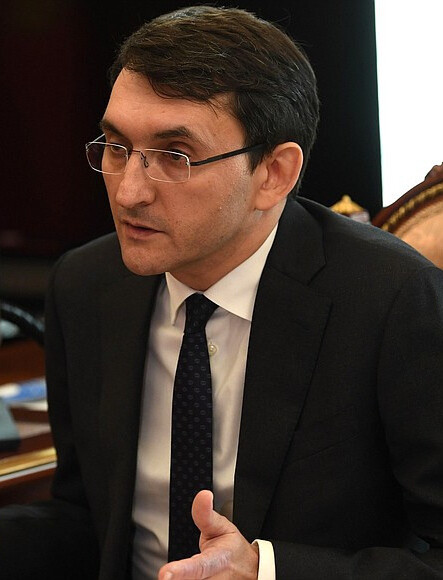
Руководитель Роскомнадзора Липов А. Ю.

Первым руководителем созданного в мае 2008 года Россвязькомнадзора стал Борис Боярсков, который до того момента возглавлял Россвязьохранкультуру. После преобразования службы в декабре 2008 года её руководителем был назначен работавший заместителем Боярскова с июля 2007 года Сергей Константинович Ситников. Однако сам Боярсков был формально освобождён от занимаемой должности лишь после утверждения положения о Роскомнадзоре в марте 2009 года.
Вскоре после назначения Сергея Ситникова временно исполняющим обязанности губернатора Костромской области, распоряжением Председателя Правительства Российской Федерации от 3 мая 2012 года № 702-р новым руководителем Роскомнадзора назначен Александр Жаров, который до этого занимал пост заместителя министра связи и массовых коммуникаций России. 23 марта 2020 года распоряжением премьер-министра Мишустина Александр Жаров был освобождён от занимаемой должности. 29 марта 2020 года руководителем ведомства назначен Андрей Юрьевич Липов.

### Бюджет
Роскомнадзор получает финансирование из федерального бюджета. В частности, в 2014 году бюджет составил 8,5 миллиардов рублей, в 2015 и 2016 году — 9,6 миллиарда рублей. В 2017 году бюджет организации составил 8,5 миллиардов рублей, из которых 5,5 миллиардов рублей были направлены непосредственным исполнителям, в частности ФГУП «Главный радиочастотный центр».

## Деятельность

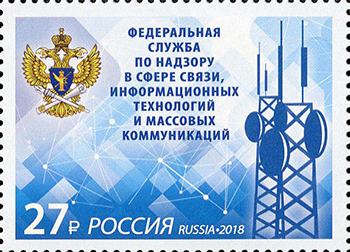
Почтовая марка 2018 год

Наибольший пик блокировок сайтов службой по решению судов пришёлся с февраля по июнь 2017 года, с внедрением системы «Ревизор».

### Национальная система доменных имён
Российская национальная система доменных имён разработана Роскомнадзором в 2019 году. По состоянию на 2021 год Роскомнадзор обязывает переключать рекурсивные DNS-серверы российских интернет-провайдеров и организаторов распространения информации. Система расположена на точке обмена интернет-трафиком MSK-IX и предназначена для обеспечения работы российского сегмента Интернета в случае отключения или изоляции от глобальной сети.
В декабря 2024 года, в рамках тестирования способов изолирования российского сегмента интернета от всего остального, Роскомнадзор на несколько часов отключил три республики — Чечню, Дагестан и Ингушетию — от мирового Интернета. 

### Средства блокировки сайтов
Система «Ревизор» — это информационная система для мониторинга сайтов провайдерами и контроля соответствия локальной базы запрещённых сайтов и IP-адресов с реестром. Разработана компанией «МФИ Софт» по заказу Роскомнадзора. Начала использоваться в конце 2015 года.

### Взаимодействие со средствами массовой информации

#### Предупреждение «Ленте.ру»
12 марта 2014 года Роскомнадзор через свой пресс-релиз сообщил о вынесении предупреждения «Ленте.ру» за публикацию интервью с одним из лидеров украинского националистического движения запрещённой в России организации «Правый сектор» Андреем Тарасенко. Ведомство указало на то, что в интервью с Тарасенко и материале «Дмитро Ярош: Рано или поздно, но мы обречены воевать с Московской империей», на который есть ссылка в тексте, «содержатся высказывания, направленные на возбуждение национальной розни». В ведомстве сказали также о том, что «публикация националистических призывов лидеров неформальной экстремистской группировки, один из которых объявлен российскими правоохранительными органами в международный розыск», нарушает закон об информации, закон о СМИ и закон о противодействии экстремизму.
При этом ни один материал со словами «Ярош» или «Правый сектор» не внесён в список экстремистских материалов, публикуемый министерством юстиции. В тексте предупреждения ведомство указало на то, что экстремистские высказывания содержатся уже только в материале «Дмитро Ярош: Рано или поздно, но мы обречены воевать с Московской империей», ссылку на которое онлайн-издание удалило по требованию Роскомнадзора.

#### Предупреждение «Эху Москвы»
В середине ноября 2014 года Роскомнадзор вынес предупреждение радиостанции «Эхо Москвы» за вышедшую 29 октября в её эфире передачу «Своими глазами», герои которой говорили о боях за Донецкий аэропорт между украинскими войсками и вооружёнными формированиями ДНР. 17 ноября глава ведомства Александр Жаров объяснил это положительной оценкой украинской националистической организации «Правый сектор», которая, по его словам «решением Генпрокуратуры признана экстремистской организацией». Информационно-аналитический центр «Сова» отметила сразу несколько юридических и фактических ошибок со стороны чиновника. Среди них: «Правый сектор» был признан экстремистским только 17 ноября, спустя несколько недель после эфира, слова Жарова не вполне согласуются с текстами предупреждений редакции, а в самом эфире не было никаких положительных характеристик со стороны его гостей.

#### Разъяснения по упоминанию в СМИ названий «экстремистских» организаций
13 февраля 2015 года Роскомнадзор дал Разъяснения по поводу упоминания в СМИ организаций, включённых в «экстремистский» список Минюста РФ. Полный перечень экстремистских организаций опубликован на сайте Минюста России, однако в разъяснении отдельным списком перечислены украинские экстремистские организации, деятельность которых на территории Российской Федерации запрещена решением Верховного Суда Российской Федерации от 17 ноября 2014 года:
- «Правый сектор»
- «Украинская национальная ассамблея — Украинская народная самооборона» (УНА-УНСО)
- «Украинская повстанческая армия» (УПА)
- «Тризуб им. Степана Бандеры»
- «Братство»

#### Отказ в регистрации СМИ
В апреле 2019 года Роскомнадзор под различными предлогами отказался выдавать лицензию на регистрацию СМИ «Газете Гудкова» политика Дмитрия Гудкова, «Фонду борьбы с коррупцией» политика Алексея Навального и «Открытым медиа» Михаила Ходорковского. В ответ в мае «Открытые медиа» подали иск против Роскомнадзора за истребование «сведений, предоставление которых не предусмотрено законодательно».
Отказ в регистрации СМИ можно оценивать как средство мягкой цензуры, так как российские и иностранные медиа без статуса СМИ с 1 января 2017 года по закону не могут попасть в выдачу новостных агрегаторов, таких, например, как «Яндекс.Новости» и Google News.

### Блокировка публикаций
Роскомнадзор нередко выступает как инструмент массовой блокировки публикаций, затрагивающих честь и достоинство граждан и юридических лиц. Правовую основу для этого заложил закон, подписанный 23 апреля 2018 Владимиром Путиным (№ 102-ФЗ "О внесении изменений в Федеральный закон «Об исполнительном производстве» и статью 15-1 Федерального закона «Об информации, информационных технологиях и о защите информации»). На практике это позволило приставу самостоятельно обратиться в Роскомнадзор с заявкой о блокировке ресурса, если сайт, где расположена порочащая информация, по решению суда её не убирает.
Первым делом по судебной блокировки сайтов лиц, которые не привлечены к участию в судебном споре, стал так называемый Скандал с Настей Рыбкой, или дело «Дерипаска vs Навальный». 9 февраля 2018 года Усть-Лабинский районный суд Краснодарского края по иску бизнесмена Олега Дерипаски принял определение о внесении в список сайтов с запрещённой информацией 14 постов в Instagram и 7 видеороликов на YouTube, созданных эксортницей Анастасией Вашукевич («Настя Рыбка»). Эти материалы были использованы днём ранее в качестве основы для создания расследования Алексея Навального под названием «Яхты, олигархи, девочки: охотница на мужчин разоблачает взяточника», посвящённого переговорам Дерипаски и вице-премьера Сергея Приходько на частной яхте в окружении моделей. На следующий же день после выхода расследования Навального, требования об удаление контента с угрозой блокировки от роскомнадзора получили «Медиазона», радио «Свобода», Znak.com, The Village, «Сноб», Newsru.com, упоминавшие в своих материалах это расследование.
5 апреля 2019 года газета «Ведомости» обратила внимание, что в Рунете массово удаляются публикации, связанные с банком ВТБ. В частности, в апреле «Яндекс.Дзен» вынужденно удалил вторую публикацию ресурса Baza о недвижимости ведущей Наили Аскер-заде и её возможной связи с главой ВТБ Андреем Костиным. Блокировка была исполнена по уведомлению от Роскомнадзора, который ссылался на решение Арбитражного суда Санкт-Петербурга и Ленинградской области по иску ВТБ о защите деловой репутации от 16 ноября 2018 года. На основании ноябрьского решения суда и аналогичного ему решения, вынесенного тем же судьёй Нестеровым в сентябре, юристы ВТБ добивались удаления имевших вид заказных статей, которые продолжали распространяться с лета 2018 года на других сайтах и в социальных сетях. Публикация Baza рассказывала, что журналистка Аскер-заде владеет апартаментами в 1-м Зачатьевском переулке в Москве, которые прежде принадлежали ВТБ, а позднее были проданы иностранному офшору и после по договору дарения перешли журналистке.
Массовые блокировки по иску ВТБ и решения суда представители отрасли оценивали как «правовой нигилизм», так как суд постановил признать запрещёнными не сами материалы, размещённые на этих ресурсах, а именно информацию (сведения) в отношении ВТБ и его сотрудников. Также в решениях судов цитируются абзацы из оспариваемых статей, но какие именно сведения признаются запрещёнными, не конкретизируется. Представители юридического сообщества отмечали, что суд не указывал в решении, какие именно сведения не соответствуют действительности и носят порочащий характер. А также то, что решения по отдельным искам нельзя применять для блокировки других материалов или сайтов: суд обязан заново оценивать каждый текст, а автор должен иметь право доказать суду, что изложенная информация верна. На начало марта 2019 года, согласно данным проекта «Роскомсвобода», подобным образом, то есть по «старому» решению, было заблокировано более 1000 страниц, где упоминался факт передачи квартиры от ВТБ Наиле Аскер-заде.

### Блокировка приложений

#### Блокировка голосового коммуникатора Zello
10 апреля 2017 года стало известно, что в целях помешать акциям протеста дальнобойщиков Роскомнадзор принял решение заблокировать работу голосового приложения Zello на территории России.
По официальной версии ведомства, владелец сервиса Zello inc. не направил в срок сведения для включения в реестр организаторов распространения информации (ОРИ), который обязывает сервисы хранить информацию о фактах обмена сообщениями своих пользователей, а также содержание этих сообщений, аудиозапись звонков и изображения.
«Компания Zello Inc., судя по всему, отказалась исполнять требования российского закона по имиджевым соображениям, несмотря на то, что её сервисы активно использовались для организации несанкционированных протестных действий среди дальнобойщиков», — отметил представитель Роскомнадзора Вадим Ампелонский.

#### Блокировка VPN-сервисов
В июле 2024 года, по требованию Роскомнадзора, Apple удалила из российского App Store 25 VPN-сервисов, в числе которых NordVPN, Proton VPN, PIA VPN и другие.

### Блокировка сайтов

#### Блокировки сайтов оппозиционной направленности
13 марта 2014 года ведомство внесло в реестр запрещённой информации сайты оппозиционных интернет-изданий «Грани.ру», «Каспаров.ру» и ЕЖ.ру, которые, по мнению чиновников, содержат призывы к противоправной деятельности и участию в массовых мероприятиях, проводимых с нарушением установленного порядка. После этого провайдеры начали ограничивать доступ к сайтам на основании закона 398-ФЗ, позволяющего прокуратуре без решения суда ограничивать доступ к сайтам, которые призывают к массовым беспорядкам, разжиганию межнациональной и межконфессиональной розни, к участию в незаконных публичных массовых мероприятиях, в экстремистской и террористической деятельности.
В тот же день Роскомнадзор по требованию генеральной прокуратуры внёс в единый реестр запрещённой информации блог российского политического и общественного деятеля Алексея Навального в ЖЖ и потребовал от операторов немедленно ограничить к нему доступ. Чиновники посчитали, что «функционирование данной интернет-страницы» нарушает условия домашнего ареста, хотя после ареста Навального его аккаунты ведёт его жена Юлия Навальная, а также коллеги по Фонду борьбы с коррупцией. К этому времени отдельные провайдеры заблокировали сайт радиостанции «Эхо Москвы», на котором был полностью перепечатан пост из блога политика.

#### Блокировка Википедии
С 2012 года более 25 статей Википедии (на русском и английском языках) включались в Единый реестр запрещённых сайтов, большая часть этих статей позже удалялась из реестра. По состоянию на август 2015 года, в реестре находилось три статьи, однако вплоть до августа 2015 года Роскомнадзор не требовал от провайдеров введения реального запрета на доступ к Википедии.

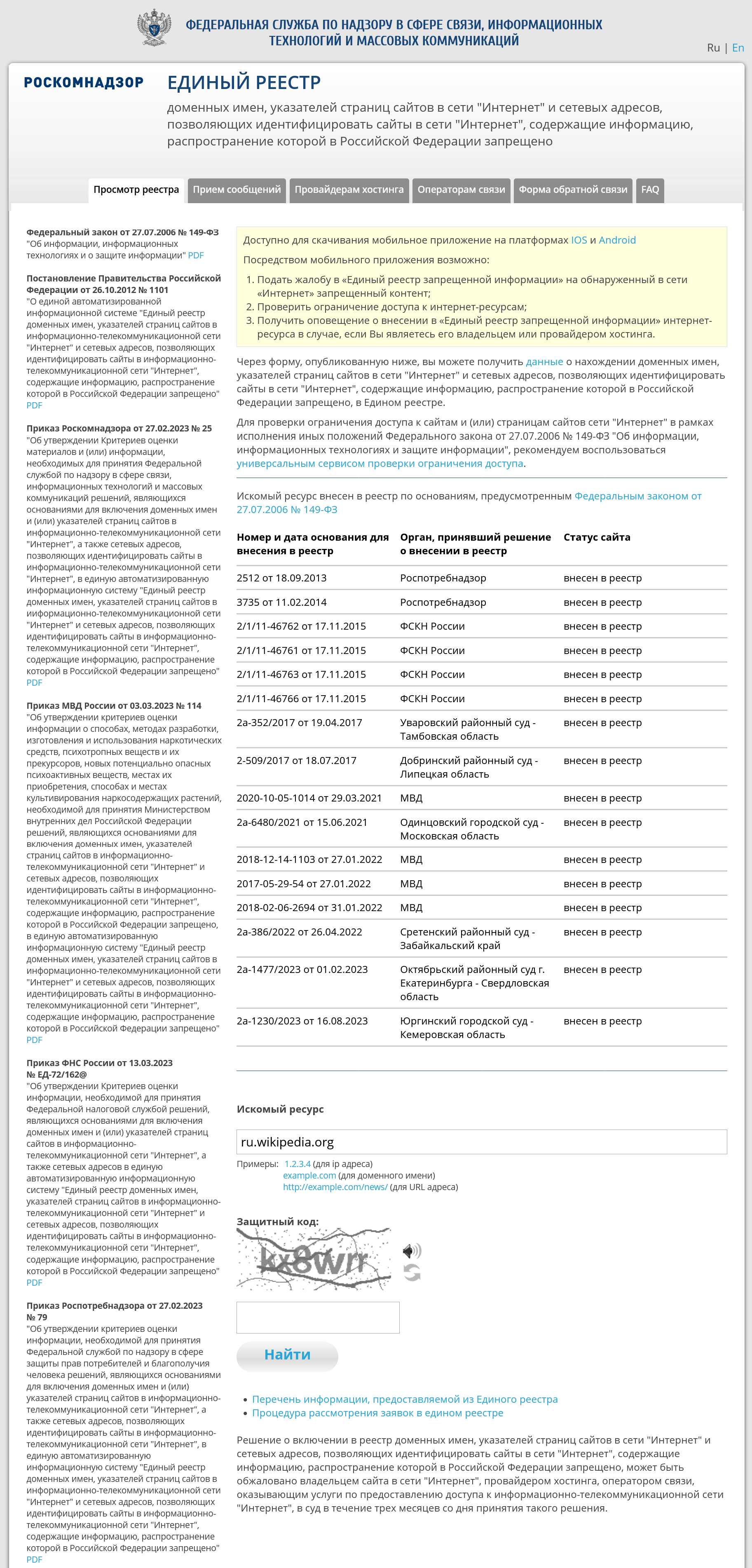
Проверка сайта Википедии в реестре Роскомнадзора (2023).

В конце августа 2015 года Роскомнадзор потребовал ограничить доступ к одной из статей русской Википедии, руководствуясь решением Черноярского районного суда Астраханской области от 25 июня 2015 года. Это первое подобное требование к ресурсу, основанное на судебном постановлении, а не на решении ФСКН и Роспотребнадзора. Прокурора Черноярского района, по инициативе которого было вынесено предписание, не устроила «текстовая информация, демонстрирующая способ приготовления наркосодержащего вещества», а районный суд признал эту информацию пропагандой наркотиков.
Исполнительный директор НП «Викимедиа РУ» Станислав Козловский заявил «РИА Новости», что администрация не планирует удалять материал. «В этой статье вся информация взята с сайта ООН, все источники академические. Мы обсудили эту ситуацию, и статью решено оставить», — пояснил он. Также представитель онлайн-энциклопедии сообщил о готовности ресурса к блокировке с 2012 года, когда был принят соответствующий закон.
24 августа 2015 года Роскомнадзор направил распоряжение российским провайдерам о блокировке страницы в Википедии. В ответ на данные действия редакторами русскоязычной Википедии было опубликовано руководство по действиям для обхода блокировки.
В ночь с 24 на 25 августа блокировка уже осуществлялась рядом интернет-провайдеров.
Утром 25 августа 2015 года представители Роскомнадзора заявили об отсутствии претензий и отмене блокировочного решения.

#### Блокировка RuTracker’а
В январе 2016 года решением ведомства был закрыт доступ к крупнейшему российскому торрент-трекеру — RuTracker.org. Результат блокировки главой учреждения был оценён как «эволюционно позитивный»:

Александр Жаров:
Сразу после блокировки к сайту было приковано внимание за счёт действий администрации RuTracker’а. Трафик сначала возрос, люди начали пользоваться способами обхода блокировок. Но нужно понимать, что любая проксирующая программа замедляет трафик. Когда есть тяжёлый контент, видео, время скачивания увеличивается. Поэтому в динамике трафик падает, он снизился с территории Российской Федерации…
— «Роскомнадзор: Результат блокировки RuTracker «эволюционно позитивный». — Фонтанка.ру, 16 июня 2016 года.

#### Блокировка LinkedIn
В августе 2016 года РКН подал иск к социальной сети LinkedIn, посчитав, что сайт обрабатывал персональные данные без согласия пользователей и не хранил данные россиян на территории России. Ведомство заявило, что внесёт сайт в АИС «реестр нарушителей прав субъектов персональных данных» и заблокирует к нему доступ. 10 ноября 2016 года сайту было отказано в апелляции и решение о блокировке может вступить в силу.

#### Блокировка SlideShare
В августе 2017 года Роскомнадзор заблокировал SlideShare — онлайн-сервис для публикации и просмотра презентаций. Названная Известиям причина блокировки — размещение сайтом экстремистских материалов в виде одной из запрещённых книг. По данным некоторых СМИ, ранее российские суды уже принимали решения о блокировании отдельных материалов, размещённых на сайте, в 2007, 2010, 2014 и 2015 годах, но доступ не блокировался, а журналисты данных СМИ высказали о приближении момента превращения рунета в «чебурашку».

#### Блокировка BlackBerry Messenger, Imo, Line и Vchat
В мае 2017 Роскомнадзор заблокировал мессенджеры BlackBerry Messenger, Imo и Line, а также аудиовизуальный чат Vchat. Об этом РИА «Новости» сообщил пресс-секретарь ведомства Вадим Ампелонский. «Да, Роскомнадзор внёс в реестр запрещённых сайтов адреса этих сервисов», — сказал он, отвечая на соответствующий вопрос. Ампелонский подчеркнул, что реестр организаторов распространения информации планомерно наполняется. «Те, кто не реагирует, оказываются под блокировкой — в полном соответствии с законом», — пояснил пресс-секретарь.

#### «Дыра в реестре»
В июне 2017 года владельцы заблокированных ведомством ресурсов, воспользовавшись особенностями системы блокировки, смогли заставить провайдеров начать блокировать не включённые в реестр сайты (среди попавших под удар — Роскомнадзор и его система за отслеживанием соблюдения блокировок «Ревизор», Telegram, «Первый канал», НТВ, РБК, социальные сети «ВКонтакте» и «Одноклассники», Mail.ru и др.). Происходившие сбои в работе терминалов российских банков аналитики также связывали с реестром Роскомнадзора.

#### Блокировка сайтов Алексея Навального
В апреле 2018 года решением Барнаульского суда блокировался сайт Фонда борьбы с коррупцией.
В декабре 2018 года блокировался сайт Алексея Навального «Умное голосование» за использование сервисов по сбору персонифицированной информации Google Analytics и «Яндекс.Метрика» без уведомления об этом пользователей и без получения согласия на обработку персональных данных. В ответ на это специалист по информационной безопасности Александр Литреев написал заявление о блокировке сайтов Государственной Думы, партии «Единая Россия» и «Вести.ру» за использование сервисов по сбору персонифицированной информации Google Analytics и «Яндекс. Метрика» без уведомления об этом пользователей и без получения согласия на обработку персональных данных.

### Блокировка Telegram’а
13 апреля 2018 года Таганский районный суд города Москвы вынес решение о блокировке Telegram'а. 16 апреля последний направил запрос провайдерам о его блокировке и в тот же день внёс в реестр запрещённых сайтов более 655 тысяч IP-адресов, принадлежащих хостинговому провайдеру Amazon Web Services (AWS). 17 апреля в реестр попали подсети AWS и хостинга Google: около 16 миллионов адресов. По данным РосКомСвободы, на данный момент Роскомнадзором по решениям различных ведомств заблокировано свыше 260 адресов AWS. Так, при попытке зайти на Cloud Object Storage — Amazon S3 — Amazon Web Services оператор выдаёт сайт-«заглушку». В ходе блокировок AWS 18 апреля был заблокирован сайт самого Роскомнадзора. Позднее служба заявила, что их сайт был недоступен вследствие атаки на него. В процессе блокировки Telegram’а были разблокированы ранее заблокированные «экстремистские» сайты: Rutracker.org, Linkedin, Каспаров.ру, а также сайт Кавказ-центра. Служба сделала заявление о проверке информации о блокировках сторонних ресурсов. 22 апреля 2018 года в интервью в программе Вести на государственном телеканале Россия-1 Александр Жаров, комментируя недавние попытки заблокировать Telegram, сравнил последний с доходным домом, ключи от квартир которого могли бы получить ФСБ для поимки террористов.

### Блокировка Tor
1 декабря 2021 года пользователи ряда провайдеров из некоторых городов России сообщили о невозможности подключения к сети Tor. 7 декабря на Gitlab было размещено письмо, которое рассылалось провайдерам. Роскомнадзор требовал заблокировать сайт ресурса, так как там содержалась «запрещённая информация». 8 декабря Tor Project фактически подтвердил подлинность письма от ведомства, а также подготовил ответ на блокировку в виде ввода дополнительных серверов для её обхода.

### Блокировка Viber
13 декабря 2024 года Viber заблокирован Роскомнадзором на территории Российской Федерации за нарушения требований российского законодательства к организаторам распространения информации и долги за невыплаты штрафов.

### Планы проверок и блокировок сервисов
В 2015 и 2018 году организация намеревалась проверить хранение персональных данных граждан у Twitter'а и Facebook'а. В 2017 году в случае отказа последних перенести данные на территорию России служба пригрозила заблокировать сервисы.
В апреле 2019 года Роскомнадзор дал Facebook 9 месяцев на локализацию данных пользователей в России.
В конце марта 2019 года Роскомнадзор впервые потребовал от владельцев 10 VPN-сервисов (NordVPN, Hide My Ass!, Hola VPN, OpenVPN, VyprVPN, ExpressVPN, TorGuard, IPVanish, Kaspersky Secure Connection и VPN Unlimited) подключиться к реестру запрещённых в России сайтов. Согласно закону, VPN-провайдеры и анонимайзеры, включённые в реестр, обязаны фильтровать трафик. Однако принудить их это делать можно только после обращения со стороны силовых ведомств. В список также попала компания OpenVPN Inc., разрабатывающая протокол OpenVPN и предоставляющая платный сервис. Сообщалось, что из-за нечётких формулировок Роскомнадзора под блокировку может попасть и протокол OpenVPN, который используют, по разным оценкам, до 90 % всех платных VPN-сервисов. Исполнительный директор «Общества защиты интернета» отмечал, что OpenVPN используется при настройке внутренних корпоративных сетей, в том числе в банках и мобильных операторах, и что блокировка протокола может нарушить их нормальную работу.

### Цензура во время Российско-украинской войны
27 марта 2022 года Роскомнадзор запретил российским СМИ публиковать интервью президента Украины В. Зеленского.

#### Замедление YouTube в России (лето 2024)
В конце июля 2024 года стало известно об ухудшении работы видеохостинга YouTube на территории РФ (упала скорость загрузки видео, из-за чего их приходилось смотреть в более низком качестве). Изначально было заявлено, что данная проблема вызвана устаревшим оборудованием Google в России, которое не обновлялось уже 2 года. Позже некоторые российские депутаты объяснили, что такое решение было осознанно принято РКН из-за нелояльности корпорации Google к пророссийскому контенту, что проявляется в удалении YouTube-каналов с пророссийской позицией. Также был представлен новый сервис под названием «Платформа», который позиционирует себя как «полная замена Ютубу», так как почти полностью повторяет его интерфейс. На протяжении августа продолжали поступать жалобы на работу YouTube в РФ. По слухам, осенью (в сентябре-октябре) дело может дойти до полной блокировки Ютуба на территории РФ, но никакого официального подтверждения пока не было получено.

#### Блокировка Discord
Ранее (в 2023 году) сервис уже получал предупреждения от РКН из-за «неудаления противоправной информации», такой как детская порнография, инструкции по изготовлению и употреблению наркотиков. В сентябре 2024 года начали поступать жалобы от пользователей на нестабильную работу серверов Discord. 8 октября 2024 года Роскомнадзор заявил об окончательной блокировке и ограничении доступа к мессенджеру из-за неудовлетворённого требования удалить запрещённый контент с площадки, что повлекло недовольство многих пользователей.

### Реестр блогеров
В 2024 году был принят закон, по которому всех блогеров (владельцев аккаунтов, персональных страниц) в различных социальных сетях и мессенджерах с количеством подписчиков более 10 тысяч обязывают зарегистрироваться в специальном государственном реестре. В реестр требуется передать обширный перечень данных о владельце аккаунта. Те владельцы каналов, которые будут обязаны зарегистрироваться, но не сделают этого, не смогут размещать у себя рекламу, а другим блогерам будет запрещено репостить их сообщения, также запретят собирать донаты. Из реестра также исключаются персональные страницы в заблокированных социальных сетях, например таких как Facebook и Instagram.

## Критика

### Обвинения в цензуре
Службу неоднократно обвиняли в попытках цензурирования интернета и нарушения свободы слова посредством блокировки сайтов и сервисов под предлогом отказа от переноса данных в Россию или «защиты детей от вредной информации» либо прямо критикующих деятельность Правительства или Парламента России. В частности, в разное время были заблокированы (см. выше) такие сайты оппозиционных СМИ и деятелей как Каспаров.ру, Грани.ру, Ej.ru (2014 год) и navalny.com (2018), первые три из которых были заблокированы из-за «призывов к противоправной деятельности». Под блокировки также попадали различные мессенджеры, такие как Vchat, WeChat, а также интернет-рация Zello (в 2017 году) в «качестве эксперимента» по блокировке подсетей Amazon-сервисов, которая использовалась дальнобойщиками для координации забастовки в 2015 году.
Под угрозой блокировки в декабре 2021 года и феврале 2022 года ведомство вынудило ряд российских СМИ удалить новости на основе расследований издания Проект (признан нежелательной организацией) и ФБК (была признана экстремистской организацией). Расследования касались недвижимости и другого имущества, которым владеют или пользуются высокопоставленные российские чиновники и их семьи — в частности, глава «Роскосмоса» Дмитрий Рогозин, помощник президента Владимир Мединский, депутат Госдумы Леонид Слуцкий, премьер-министр Михаил Мишустин, заместитель председателя Совета безопасности Дмитрий Медведев.

#### Закон
Цензура и нарушение права на свободу слова запрещены 29-й статьёй Конституции России, однако 4-й пункт предусматривает исключение из правила, согласно которому законодатель вправе ограничить право на распространение информации федеральным законом:

1.  Каждому гарантируется свобода мысли и слова.
2.  Не допускаются пропаганда или агитация, возбуждающие социальную, расовую, национальную или религиозную ненависть и вражду. Запрещается пропаганда социального, расового, национального, религиозного или языкового превосходства.
3.  Никто не может быть принужден к выражению своих мнений и убеждений или отказу от них.
4.  Каждый имеет право свободно искать, получать, передавать, производить и распространять информацию любым законным способом. Перечень сведений, составляющих государственную тайну, определяется федеральным законом.
5.  Гарантируется свобода массовой информации. Цензура запрещается.

В марте 2014 года в связи с пропажей из выдачи поисковика Google информации ФАНа Роскомнадзор заявил, что он
... стоит на страже свободы слова и всячески препятствует любым проявлениям цензуры.
В 2016 году глава службы Александр Жаров заявил, что «…никакой цензуры у нас нет», так как, по его мнению, сайты блокируются после публикации информации, а не до.

## #RussianCensorFiles
В 2022 году белорусская группа хакеров «Киберпартизаны» взломала сотрудников Главного радиочастотного центра (ГРЧЦ), дочерней структуры РКН. Два терабайта данных они передали журналистам немецкого издания Süddeutsche Zeitung, «Важным историям» и другим российским СМИ. По мнению журналистов, данные утечки свидетельствуют, что «эта малозаметная структура играет ключевую роль в тотальной слежке государства за россиянами в интернете».

## Санкции
16 декабря 2022 года, на фоне вторжения России на Украину, Роскомнадзор внесён список санкций Евросоюза:

Роскомнадзор — российское государственное ведомство, отвечающее за связь, информационные технологии и средства массовой информации. Он проводит государственную политику цензуры по отношению к независимым СМИ. После начала агрессивной войны России против Украины, он значительно ограничил доступ российского общества к информации, способствовал провоенной пропаганде и ввел военную цензуру для подавления антивоенного инакомыслия. Он приказал российским СМИ использовать при освещении агрессивной войны против Украины только информацию и данные, предоставленные официальными правительственными источниками. Запретил использовать слова «вторжение» и «война» и предписал использовать вместо них термин «спецоперация». Запретил сообщать о многочисленных жертвах среди российских военнослужащих и гражданского населения Украины. Предостерёг СМИ от публикации интервью президента Украины Владимира Зеленского. Он закрыл веб-сайты, не выполняющие его распоряжения, и обратился в суды с просьбой наказать СМИ, не выполняющие требования. Кроме того, заблокировал доступ к социальным сетям Facebook и Twitter, чтобы помешать им распространять информацию о войне. Поэтому несёт ответственность за материальную поддержку действий, которые подрывали или угрожали территориальной целостности, суверенитету и независимости Украины. — «Официальный журнал Европейского союза», Брюссель, 16 декабря 2022 года
С 7 июля 2022 года Роскомнадзор находится под санкциями Канады как организация дезинформации и пропаганды. С 19 октября 2022 года находится под санкциями Украины. С 21 декабря 2022 года находится под санкциями Швейцарии.
Андрей Липов из-за поддержки вторжения России на Украину, в частности «за решения, которые привели к цензуре и закрытию независимых российских СМИ», находится под международными санкциями Евросоюза, Канады и ряда других стран.

## Судебные разбирательства

### Дело о мошенничестве
В октябре 2017 года Следственный комитет России предъявил обвинения в мошенничестве по статье 165 УК РФ (Причинение имущественного ущерба путём обмана или злоупотребления доверием) ряду сотрудников Роскомнадзора. Следствие вменяло в вину нанесение ущерба государству на сумму 56 миллионов рублей из-за фиктивного оформления людей на работу во ФГУП «Главный радиочастотный центр» (обвиняемые, по версии следствия, в период с 2012 по 2017 год незаконно получали двойные оклады за счёт средств ФГУПа. Сам Роскомнадзор называл это распространённой практикой в министерствах и ведомствах, используемой для увеличения размера окладов). Обвиняемыми проходили начальник правового управления ведомства Борис Едидин, пресс-секретарь Роскомнадзора Вадим Ампелонский, гендиректор ФГУП «Главный радиочастотный центр» Анастасия Звягинцева, её советник Александр Весельчаков и сотрудница Оксана Чернышенко. Затем дело расследовалось как особо крупная растрата (ч. 4 ст. 160 УК), а после было переквалифицировано на более мягкую ст. 285 (злоупотребление должностными полномочиями).
Во время следствия пресс-секретарь Вадим Ампелонский находился под домашний арестом почти год и только в сентябре 2018 года его отпустили под подписку о невыезде, после чего он вернулся на работу в Роскомнадзор. Уголовное дело находилось в стадии ознакомления обвиняемых с его материалами, когда следователь главного управления по расследованию особо важных дел СКР внезапно прервал процедуру, возобновив предварительное расследование. Статья 285 УК РФ подразумевает существенное нарушение прав и законных интересов организации, и так как ФГУП «Главный радиочастотный центр» как потерпевшая сторона себя такой не признала и никаких исковых требований к фигурантам не заявила, СКР в декабре 2018 года прекратил уголовное дело за отсутствием состава преступления.

### Иск компании Google
11 мая 2021 года Арбитражный суд города Москвы принял к производству иск к Роскомнадзору, поданный 23 апреля американской компанией Google LLC из-за требования ведомства удалить 12 ссылок на «противоправный контент» на сервисе YouTube с «призывами» к участию в январских акциях в поддержку политика Алексея Навального.

## Символика
10 мая 2011 года в целях реализации единой государственной политики в области геральдики, сохранения и развития исторических традиций были утверждены геральдический знак — эмблема и флаг Роскомнадзора.
Геральдический знак — эмблема Роскомнадзора — представляет собой изображение золотого, увенчанного одной короной двуглавого орла, держащего в лапах перекрещённые серебряные факел и свиток. На груди орла изображён синий щит с золотым «столпом Закона», наложенным на перекрещённые золотые молнию и гусиное перо.
«Флаг Федеральной службы по надзору в сфере связи, информационных технологий и массовых коммуникаций представляет собой прямоугольное полотнище синего цвета с Государственным флагом Российской Федерации в крыже.
В центре правой половины полотнища изображён геральдический знак — эмблема Федеральной службы по надзору в сфере связи, информационных технологий и массовых коммуникаций.
Отношение ширины флага к его длине — два к трём. Отношение площади крыжа к площади флага — один к четырём. Отношение высоты геральдического знака — эмблемы к ширине флага — один к двум».

## Дополнительное чтение
- Даниил Туровский Как устроен Роскомнадзор — «Медуза», 13.03.2015.
- Путин выступил за минимальные ограничения в интернете
- Российские налоговики через блокировку «облака» Amazon ограничили доступ к серверу обновлений Joomla | РОСКОМСВОБОДА